# Keyza Soze
Keyza Soze [kɛi̯za sosə] (auch Kaizer oder Verbal Kint) ist ein aus Berlin-Neukölln stammender Musikproduzent, DJ und Komponist. Der Name ist der Filmproduktion Die üblichen Verdächtigen entlehnt.

## Musikalischer Werdegang
Keyza Sozes musikalische Karriere begann 1996 als DJ. In seiner Nachbarschaft machte er sich durch selbsterstellte Mixtapes und Auftritte auf Partys einen Namen. 1998 gründete er die Gruppe New Cologne Squad und fing im folgenden Jahr damit an, eigenständige Stücke zu komponieren. In einem Interview gibt er an keine Noten lesen zu können.
2001 kam es zu ersten Kontakten mit der Berliner Rap-Szene. Die ersten Produktionen Weltkrieg No.3 und Pee Ohh entstanden mit dem M.O.R.-Mitglied Jack Orsen und Prinz Pi. Jack Orsen stellte Keyza Soze wenig später dem Rapper Taktloss vor, mit dem er von diesem Zeitpunkt an kontinuierlich Musik macht.
2004 erschien Taktloss' Solo-Album BRP56 auf dem Soze vier Tracks produzierte. Drei davon waren Singleauskopplungen mit Musikvideos. Im gleichen Jahr begann er an Produktionen für den vom Project Blowed, Los Angeles kommenden US-Amerikaner Ellay Khule aka Rifleman zu arbeiten. 2005 veröffentlichte das in New York ansässige Musiklabel Decon Records international dessen erste Single Who's Killing Hip Hop? aus dem  Album Califormula. Er gründet sein eigenes Musiklabel Truekings Entertainment und veröffentlichte die Instrumentalalben Hustlinstrumentals Vol.1 und Vol.2.
Im Mai 2006 kam es zur ersten Veröffentlichung auf Vinyl. In Kooperation mit dem Berliner Plattenladen HHV entstand eine auf 500 Kopien limitierte Schallplatte mit dem Titel World Wide Connectid. Die Platte enthielt die Lieder Agitated von dem aus Houston, Texas stammenden Rappers K-Rino und eine Kollaboration zwischen Taktloss und Rifleman mit dem Titel Do It. Charterfolge gelangen ihm mit Produktionen für den Rapper Massiv und dessen Debüt-Album Blut gegen Blut.
Das erste, vollkommen alleine produzierte Album WWW - World Wide Werds / Welt Weite Worts von Taktloss And The Rifleman erschien im Februar 2007. Es wurde in Deutschland  sowie in den USA veröffentlicht und enthält unter anderem Gastauftritte von Aceyalone, Abstract Rude, Hi-Tekk von La Caution und Miss Platnum.
Im April 2007 erschien in den USA das Album Book No.7 von K-Rino, auf welchem Soze einen Teil produziert hat.
Im September 2007 veröffentlichte Keyza Soze ein Produzentenalbum mit dem Titel Der Komponist. Auf diesem Album befinden sich ausschließlich Sololieder der Berliner Rapper Prinz Pi, Taktloss, Mach One, Vork, Massiv, Meyah Don, Gris, Justus, Bobafettt, Big Derill Mack, Amewu und Jack Orsen.
Auf K-Rino's Album-Trilogie Triple Darkness aus dem Jahr 2008 hatte er mehrere Lieder produziert. Im selben Jahr war er für einige Zeit in Houston und produzierte einige Aufnahmen für das 2009 erschienene K-Rino-Album Solitary Confinement.
Im Dezember 2009 erschien das Album Mit Herz und Seele des Rappers Meyah Don, das Keyza Soze komplett produzierte.

### Verbal Kint
Unter dem Namen Verbal Kint [vörbl kint] veröffentlichte Keyza Soze als DJ mehrere Mixtapes und Mix-CDs. Auf diesen Veröffentlichungen wurden verschiedene US-amerikanische Lieder zu einem DJ-Mix zusammengefügt. Das bekannteste Mixtape war eine auf 100 Kopien limitierte Kassetten-Auflage mit dem Titel The Best Of Devin The Dude im Jahre 2004. Dieses Tape huldigt den aus Houston, Texas stammenden Rapper und wird stellenweise auch von ihm selbst gehostet. Weiterhin bekannt sind gemeinsame Mixtapes mit dem Alter Ego von Taktloss DJ Ugly Cut. Auf fast allen Mixtapes befinden sich weiterhin exklusive Songs die von Keyza Soze produziert worden sind.

## Musikalischer Stil
Keyza Soze verzichtet bei seinen Arrangements vollständig auf Sampling und spielt alle Instrumente selbst ein. Der Stil ist dafür bekannt sehr variantenreich und melodiös zu sein. Ellay Khule bezeichnete ihn einst als „Westcoast-Gangster“. Dies widerlegen allerdings vor allem neuere Produktionen wie auf seinem Album Der Komponist. Dort kommen größtenteils orchestralische Instrumente zum Einsatz, die der Musik eine ernsthafte und dramatische Note geben.

## Diskografie

### Eigene Veröffentlichungen
- 2005: Hustlinstrumentals Vol.1 (Instrumental-Album, CD)
- 2006: Hustlinstrumentals Vol.2 (Instrumental-Album, CD)
- 2006: World Wide Connectid (EP, Vinyl)
- 2007: WWW – Welt Weite Worts – Taktloss and The Rifleman (Album, DE-CD + 2LP Vinyl)
- 2007: Der Komponist (Album, CD)

### Produktionen (Auswahl)
| - 2002: Beatfabrik DVD (DVD) - 2004: Taktloss & Jack Orsen – Direkt aus dem Knast (Du Spast) (CD) - 2004: Jack Orsen – Note 1+ (CD) - 2004: Taktloss – BRP56 (CD) - 2004: Big Derill Mack – The Hardest is back (CD) - 2004: OST – Orgipörnchen 2 (CD) - 2004: Abstract Rude & Taktloss – On The Level (EP - Vinyl) - 2005: Rifleman – Target Practice (CD) - 2005: Ellay Khule – Califormula (CD + 2LP Vinyl) - 2005: Taktloss und MC Basstard – Dogma(CD + DVD) - 2005: MOR – HipHop Is Still OK (CD) - 2006: DGP & Orestes – Game Boys Advanced (CD) - 2006: K-Rino – The Head Hunters (CD) - 2006: Gulos Potrok – Zahoracka Strela (CD) - 2006: Massiv – Blut gegen Blut (CD) - 2006: VA – RB Nr.1 Vol.1 (CD) - 2007: K-Rino - Book No.7 (CD) - 2007: Massiv – Blut gegen Blut / Re-Release (CD) - 2007: LD Crew – Dirty Talk (CD) - 2008: K-Rino - Triple Darkness Vol.1: Wreck Time (CD) - 2008: K-Rino - Triple Darkness Vol.2: The Lyrics (CD) - 2009: K-Rino - Solitary Confinement (CD) - 2009: Gris - Schwarzweiss in Farbe (CD) | - 2005: Ellay Khule – Who’s Killing HipHop (12” Vinyl) - 2007: Land der Träume (ft. Justus) (Video) - 2002: Shizzle My Mizzle (CD) - 2004: Gute Diese (zusammen mit DJ Ugly Cut) (Kassette, CD) - 2004: Hood Music Vol.1 (CD) - 2004: The Best Of Devin The Dude (Kassette) - 2004: It’s Krassmas Time! (CD) - 2005: Blockbusta (CD) - 2006: Keine Miese (zusammen mit DJ Ugly Cut) (CD) - 2008: Floorpatrol (zusammen mit DJ B-80) (CD) |